# بونازولی ۸۷۴۲
سیارک ۸۷۴۲ (به انگلیسی: 8742 Bonazzoli، نامگذاری:1998CB2) هشت هزار و هفتصد و چهل و دومین سیارک کشف شده‌است که در ۱۴ فوریه ۱۹۹۸ کشف شد.
قدر مطلق سیارک برابر ۱۴٫۰۰ است.